# Pendeluhr

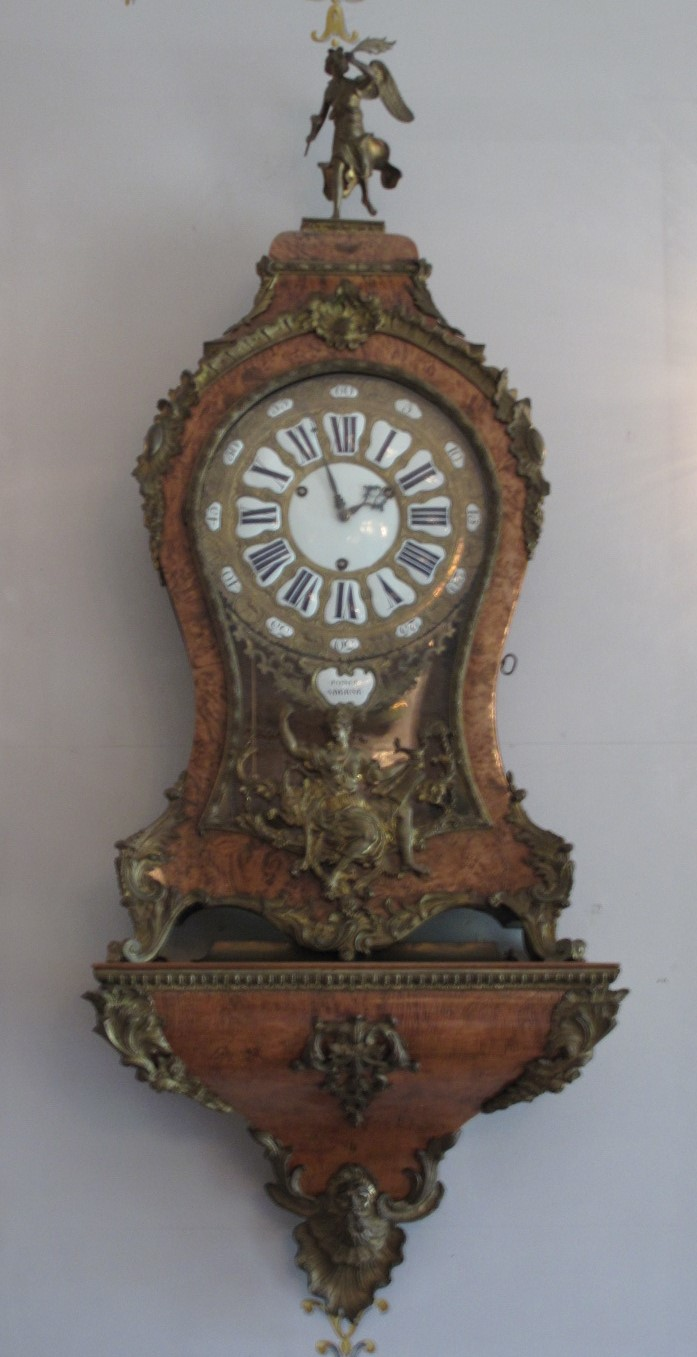
Pendule Louis XV, von Mathäus Funk (um 1745)

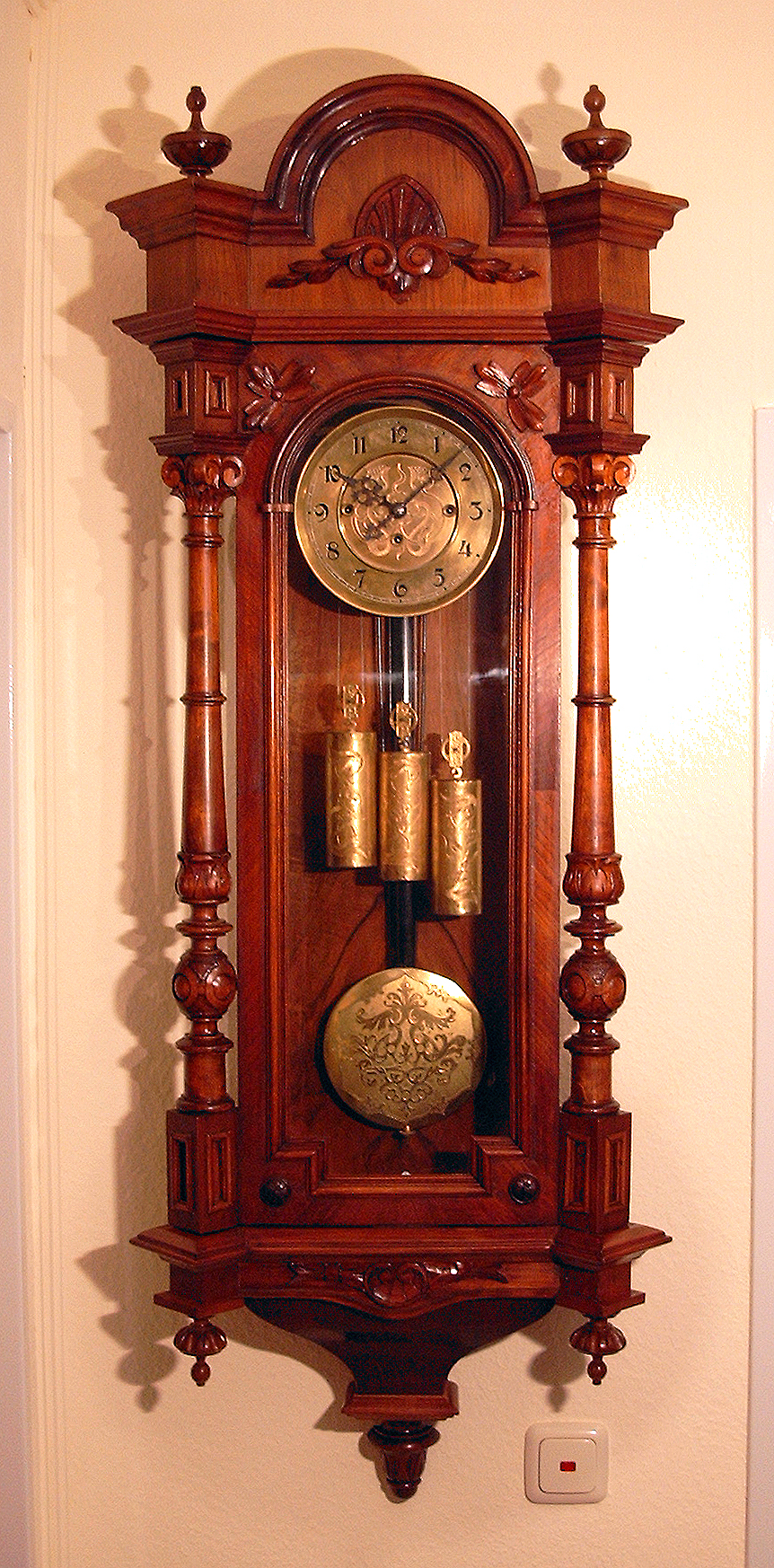
Deutsche Pendeluhr des 19. Jahrhunderts, Marke Gustav Eduard Becker

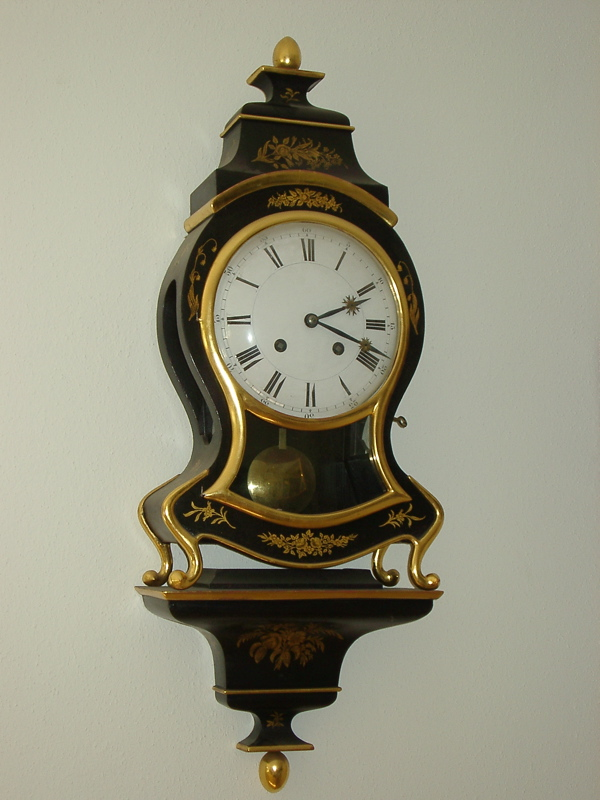
Sumiswalder Pendule (Stockuhr), ca. 1850–1870

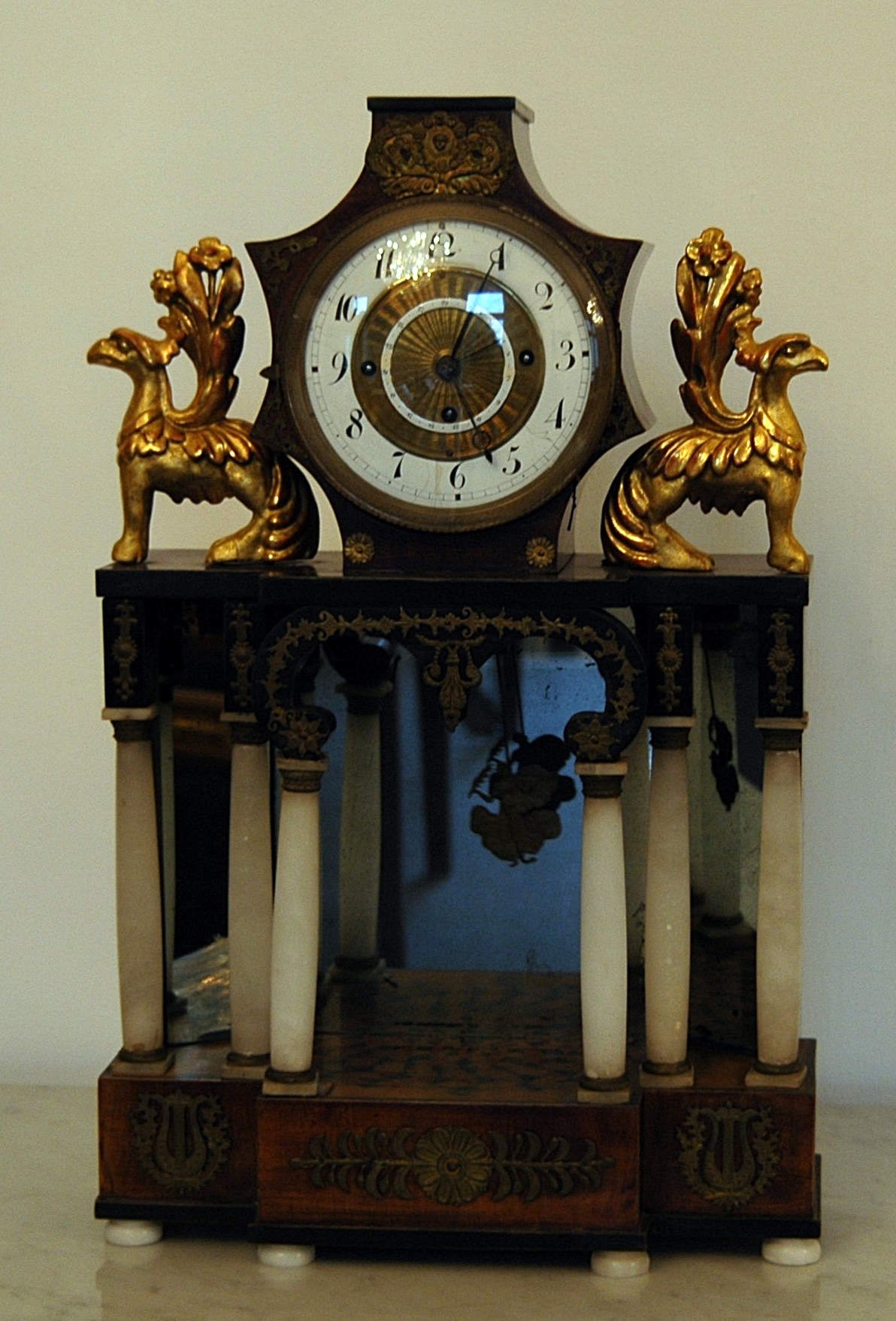
Pendeluhr in der Villa Hammerschmidt

Die Pendeluhr, auch la Pendule oder Pendüle genannt, ist eine Uhr, deren Taktgeber ein mechanisches Pendel (veraltet auch: Perpendikel) ist. Die Schwingung des Pendels gibt den Zeittakt vor, ein ca. 1 Meter langes Pendel (genau 0,994 Meter) schwingt in 1 Sekunde von einer Seite zur anderen. Je kürzer das Pendel, umso öfter schwingt es pro Sekunde.
Pendeluhren gibt es in verschiedenen Formen, insbesondere als Turmuhr, Wanduhr, Tischuhr oder Bodenstanduhr. Weil äußere Beschleunigungen die Pendelbewegung stören, eignen sich Pendeluhren grundsätzlich nicht für bewegte Uhren wie etwa am Arm oder auf Fahrzeugen. Vor allem für Schiffe wurde jahrhundertelang eine präzise Uhr für die Bestimmung des Längengrades gesucht; dieses mitunter tödliche Längenproblem wurde erst um 1750 u. a. durch englische Uhrmacher gelöst.
Galileo Galilei formulierte 1632 das Pendelgesetz, das in seiner ursprünglichen Form besagt, dass die Schwingungsdauer eines Pendels unabhängig von seinem Gewicht ist und nur von der Pendellänge abhängt. Damit meinte Galilei auch, dass die Schwingungsdauer nicht von der Schwingungsweite abhängt (Isochronismus), was aber nur im Grenzfall kleiner Schwingungen gilt. Diese Eigenschaften eines Pendels bilden die Voraussetzung für den Bau von Pendeluhren. Galileos Sohn Vincenzio versuchte sich (ohne Erfolg) am Bau einer Pendeluhr.
Ebenfalls um diese Zeit befasste sich Christiaan Huygens (u. a. Erfinder der Unruh mit Spirale) mit Theorie und Bauart der Pendeluhr. Die erste von Huygens konstruierte (funktionsfähige) Pendeluhr mit Spindelhemmung, die heute im Rijksmuseum in Leiden aufbewahrt wird, baute der Meister Salomon Coster im Jahre 1657. Sie hatte eine Ungenauigkeit von etwa ±10 Sekunden pro Tag. Dieser Wert konnte erst 100 Jahre später auf unter eine Sekunde pro Tag verbessert werden, als John Harrison seinen Time Keeper No. 4 konstruierte, der aber statt eines Pendels eine Unruh hat.

## Beschreibung
Das Prinzip der Pendeluhr beruht darauf, dass ein schwingendes oder rotierendes Pendel bei jedem Durchgang an einem bestimmten Punkt seines Wegs eine Aktion im Uhrwerk auslöst, wodurch die Zeitanzeige weitergeschaltet wird (am häufigsten geschieht dies durch Steigrad und Ankerhemmung). Außerdem erhält das Pendel vom Uhrwerk oder einem anderen Antrieb einen Impuls (Hebung), damit die Schwingung trotz des Energieverlustes durch Reibung aufrechterhalten bleibt.
Das Gleichmaß der Pendelbewegung ist bestimmend für die Ganggenauigkeit der Uhr, weshalb der Konstruktion des Pendels und der Auslösung der Aktion im Uhrwerk große Aufmerksamkeit geschenkt wird. Die Reibung der Pendelaufhängung wurde bald durch Achatlager reduziert, das Schlingern durch Pendelfedern gemindert, die gleichmäßige Kraftübertragung auf das Pendel über eine Pendelstange verbessert und der Luftwiderstand durch schnittige Pendellinsen gemindert. Sich ändernde äußere Einflüsse auf die Schwingungsdauer wie Temperatur, Luftdichte und -feuchtigkeit können durch Kompensationen ausgeglichen werden. Eine reibungsarme Auslösung des Uhrwerks und eine gleichmäßige Impulsübertragung vom Uhrwerk auf das Pendel sind weitere Voraussetzungen für gute Gangergebnisse.
Die Justierung der Schwingungsdauer von Pendeluhren erfolgt durch Verändern der wirksamen Pendellänge.

## Kurze Geschichte
- 1637 sah bereits Galileo Galilei die Möglichkeit, Zeit mit einer Pendeluhr zu messen, ohne aber eine entsprechende Uhr zu bauen. Sein Sohn konstruierte eine Vorform der Pendeluhr, maß damit allerdings nicht die Zeit, sondern nutzte das Gerät, um Schwingungen zu messen.[1]
- 1657 ließ Christiaan Huygens eine Hemmung patentieren, die die Ganggenauigkeit auf zehn Sekunden pro Tag verbessert.
- In den 1680ern werden Haken- und Ankerhemmung erfunden und die Pendelaufhängung am Faden durch eine dünne Stahlfeder (Pendelfeder) ersetzt. Formeln für den Einfluss der Amplitude werden bekannt.
- In den 1720ern entwickeln George Graham (Erfinder der gleichnamigen Hemmung) und John Harrison unabhängig voneinander das temperaturkompensierte Pendel, was die Ganggenauigkeit auf etwa eine Sekunde täglich verbessert.
- 1843 wird das elektromagnetisch angetriebene Pendel patentiert – eine etwa zehnfache Verbesserung und der erste Schritt zur Elektro-Uhr.
- Um 1870 erreichen Präzisionspendeluhren eine tägliche Ganggenauigkeit unter der Zehntelsekunde und werden als Zeitnormal für astronomische Zeitdienste eingesetzt.
- 1921 Entwicklung der Shortt-Uhr (Tagesfehler unter 0,01 Sekunden)
- 1923 Patentierung batteriebetriebener Pendeluhren durch Marius Lavet und Léon Hatot
- Ab 1933 verdrängen temperaturstabilisierte hochgenaue Quarzuhren die Präzisionspendeluhren.

## Genauigkeit der Schwingung
Die Schwingungen hängender, stabil gebauter Pendel, die sich um eine horizontale Achse drehen, besitzen eine höhere Gleichmäßigkeit als andere Pendelschwingungen. Solche ungenaueren Vorgänge sind beispielsweise das vertikal oszillierende Federpendel (siehe Harmonische Schwingung) oder ein einfaches Fadenpendel. Beide übertreffen nur schwer Genauigkeiten von 0,01 Prozent, wohingegen beispielsweise ein abgeschirmtes Kompensationspendel 0,0001 Prozent (10−6 oder ±0,1 Sekunden pro Tag) erreichen kann. Spezialkonstruktionen kommen in den Bereich einiger ms pro Tag.
Bei klassischen Pendeluhren wird die Schwingung über die Hemmung in ein schrittweises Drehen des Hemmungsrades umgewandelt, welches seinerseits über ein Räderwerk zum Beispiel durch das Uhrgewicht angetrieben wird, um einen dosierten Impuls an das Pendel abgeben zu können.
Das Pendel elektrischer Pendeluhren erhält seine Energie durch eine Spule, die im richtigen Moment über Pendelkontakte oder eine andere Steuerung mit elektrischem Strom versorgt wird. Die Spule bewegt das hierzu aus einem Dauermagnet gefertigte Pendel. Die Spule kann auch selbst zur Gewinnung des Steuersignales benutzt werden, indem ihre Gegeninduktionsspannung ausgenutzt wird. Die bei solchen Uhren geringere Dämpfung und die besser erreichbare konstante Amplitude des Pendels verbessert die Ganggenauigkeit wesentlich.
Zu den genauesten Pendeluhren zählt die weitgehend von Störungen befreite Shortt-Uhr. In der Hauptuhr schwingt ein fast freies Pendel im Vakuum. Eine zweite, auf die Hauptuhr synchronisierte Uhr enthält alle anderen beweglichen Teile, welche die Hauptuhr beeinträchtigen würden. Der Fehler dieser Uhr liegt bei einigen Millisekunden pro Tag. Diese Ganggenauigkeit wurde erst um 1933 von temperaturstabilisierten Quarzuhren übertroffen.

## Spezielle Formen

### Astronomische Pendeluhren
Astronomische Pendeluhren sind Uhren mit besonders hoher Genauigkeit, die meist Sekundenpendel haben.
Der Sekundenschlag erlaubt bei Messungen von Sterndurchgängen – etwa im Fernrohr eines Meridiankreises – die genaue Korrelation der Zeit mit dem durchs Gesichtsfeld ziehenden Stern (bis 15"/s). Mit der so genannten Auge-Ohr-Methode können Zeitmessungen auf bis 0,1 Sekunden genau durchgeführt werden.
Die Gangregulierung (Kalibrierung) von Pendeluhren erfolgt mittels Stellschrauben am unteren Ende des Pendels oder durch Gewichtsplättchen.
Die Temperaturkompensation guter Pendeluhren erfolgt mittels Dreistabpendeln oder Quecksilberpendeln. Dabei werden der Masseschwerpunkt oder die Stablänge des Pendels beeinflusst, um die thermische Ausdehnung des Pendels und die dadurch hervorgerufene Temperaturabhängigkeit der Schwingfrequenz auszugleichen. Die Abhängigkeit der Schwingungsdauer vom Luftdruck kann mit Hilfe der Aneroiddosenkompensation verringert oder durch Kapselung des Pendels ausgeglichen werden.

### Reversionspendel für Gravimetrie
Ein Pendel, das umgedreht werden kann und um beide Achsen (meist Achatschneiden) dieselbe Schwingungsdauer hat, heißt Reversionspendel. Diese Technik erlaubt die genaue Messung der Pendellänge und daher mittels obiger Pendelformel auch der Erdbeschleunigung {\displaystyle g}.
Auf ähnliche Art erforschte man schon im 18. Jahrhundert das Erdschwerefeld. Durch Kombination von Gravimetrie und geometrischer Gradmessung wurde die Form der Erde bestimmt und der Meter definiert.
Heute verwendet man dafür hochpräzise Federwaagen, die sogenannten Gravimeter.

## Private Pendeluhren

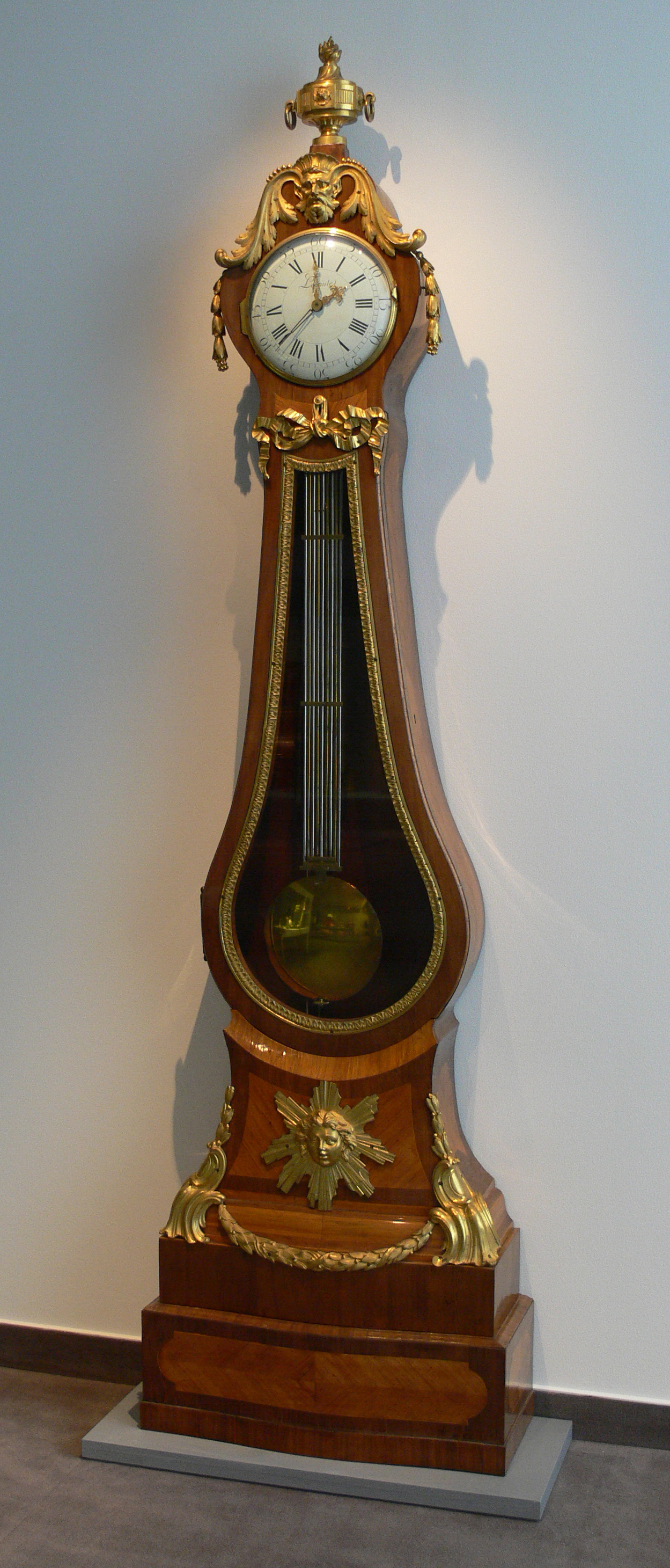
Bodenstanduhr

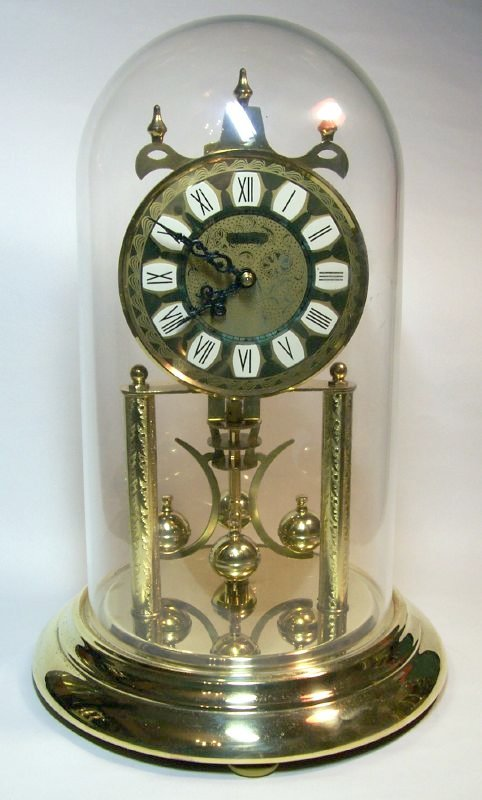
Drehpendeluhr

Private Pendeluhren haben meistens Pendellängen von 15 bis 25 Zentimeter; Letzteres entspricht etwa 1 [s] Schwingungsdauer. Sie erreichen etwa eine Ganggenauigkeit von einigen Sekunden pro Tag. Kürzere, vor dem Zifferblatt schwingende Pendel haben sogenannte Zappler, bei zwei schwingenden Pendeln spricht man von Doppelzapplern. Sie sind Tisch- oder kurze Wanduhren, deren Gehäuse nur auf der Schauseite geschlossen ist. Ihre Genauigkeit liegt bei zehn Sekunden pro Tag.

### Bodenstanduhren
Bodenstanduhren, auch kurz Standuhren oder Hausuhren, haben Gewichtsantrieb und längere Pendel mit kleiner Amplitude und somit gute Voraussetzungen für höhere Ganggenauigkeit.

### Drehpendeluhr
Drehpendeluhren nutzen statt eines hin- und herschwingenden Pendels ein Torsionspendel als Zeitbasis. Torsionspendel sind sehr dämpfungsarm, da sie sich langsam bewegen und daher die Luftreibung gering ist. Drehpendeluhren können daher mit einem Aufzug sehr lange laufen (z. B. ein Jahr). Drehpendeluhren können – ebenso wie gewöhnliche Pendeluhren – auch selbst ihr eigenes Pendel bilden (d. h. sich als Pendelmasse mitdrehen bzw. mitschwingen). Bei Drehpendeluhren führt dies jedoch zu Gangungenauigkeiten aufgrund der sich ausdehnenden Feder. Drehpendeluhren benötigen derart wenig Leistung, dass sie auch lediglich durch die Luftdruck- und Temperaturschwankungen ihrer Umgebung angetrieben werden können (Atmosphärische Uhr). Solche Uhren besitzen einen Aufzugsmechanismus, der mit einer Druckmessdose ähnlich wie in Manometern arbeitet.

### Das Ende der Pendeluhren
1933 konstruieren Scheibe und Adelsberger aus Berlin die erste Quarzuhr und läuten damit das Ende der Pendeluhren ein. Heutzutage nimmt es eine Quarzuhr ohne weiteres in der Ganggenauigkeit mit einer Präzisionspendeluhr auf.
Die heutzutage als Massenware angebotenen Zieruhren mit Drehpendel (oft mit imitierten Messingkugeln) oder kleinen schnellen Pendeln sind an sich Quarzuhren – sie haben nur zur Zierde einen zusätzlichen elektrischen Antrieb für die Bewegung des Pendels.

### Augenwender
Ein Augenwender ist eine Uhr, bei der sich mit dem Pendel die Augen einer Figur bewegen.

### Mysterieuse
Dies ist eine Schwingpendeluhr, bei der Pendel und Uhrwerk eine Einheit bilden.

### Miniaturzappler
Der Miniaturzappler ist ein Vitrinenobjekt, welches im 19. Jahrhundert sehr beliebt war. Die geringe Größe machten das Ablesen der Uhrzeit jedoch beschwerlich. Die Ganggenauigkeit war sehr gering und durch die kleine Feder musste der Miniaturzappler täglich aufgezogen werden.

## Weiterführende Literatur
- Ernest L. Edwardes: Old weight-driven chamber clocks. 1350–1850. Band 1: Weight-driven Chamber Clocks of the Middle Ages and the Renaissance. Altrincham 1965.
- Alexander Glück: Magnetpendeluhren. In: Trödler. Das Original als Beilage. Europas Sammlermagazin. Juli 2022. S. 8–14